# Hanerahu (Jausa laht)
Ne doit pas être confondu avec Hanerahu.
Hanerahu (Jausa laht) est une île d'Estonie. 

## Géographie
Elle se situe à 100 mètres de Hiiumaa. Il s'agit d'une longue bande sableuse d'environ 700 mètres sur moins de 10 mètres de largeur. Seules les extrémités Nord et Sud mesurent plus de 80 m de largeur. 